# Carolyn Becker
Carolyn Marie Becker (Lynwood, 8 de novembro de 1958) é uma ex-jogadora de voleibol dos Estados Unidos que competiu nos Jogos Olímpicos de 1984.
Em 1984, ela fez parte da equipe americana que conquistou a medalha de prata no torneio olímpico, no qual atuou em cinco partidas. O irmão de Carolyn, Nick Becker, também é jogador de vôlei e conquistou uma medalha de bronze com a seleção americana nas Olimpíadas de Barcelona em 1992.